# Acrophet
Acrophet war eine US-amerikanische Thrash-Metal-Band, die im Jahr 1986 in Brookfield, Wisconsin, gegründet wurde und sich 1990 wieder trennte.

## Geschichte
Die Band wurde im Jahr 1986 von den Highschool-Freunden Jason Mooney (Schlagzeug, Songschreiber), Paul Klein (E-Bass), Dave Pelino und Todd Saikie (beide E-Gitarre) gegründet. Zusammen nahmen sie im Jahr 1987 das Demo The Answer Within auf und erreichten damit einen Vertrag mit Triple X Records / Roadrunner Records. Danach folgten einige kleinere Konzerte und eine Tour durch die USA und Mexiko. Sie spielten zudem auch als Eröffnungsband für Bands wie Sepultura, Flotsam and Jetsam, King Diamond, Death, Exodus, Testament, Overkill, Death Angel, Nuclear Assault, Realm, Helix und Drivin' N' Cryin'.
Ihr Debütalbum namens Corrupt Minds wurde im Jahr 1988 veröffentlicht. Der Veröffentlichung folgten weitere Touren durch Mexiko und die USA. Das zweite Album Faded Glory folgte im Jahr 1990. Gitarrist Todd Saikie verließ die Band noch im selben Jahr und wurde 1991 durch Rob Anthony ersetzt. Danach folgten einige Touren und die Arbeiten am dritten Album. Die Band löste sich jedoch noch im selben Jahr auf.

### Nach der Trennung
Dave Pelino heiratete und wurde Neurologe in South Carolina, USA. Todd Saikie wurde Gynäkologe und Geburtshelfer in Milwaukee und ist selbst dreifacher Vater. Rob Anthony begann eine Solokarriere und veröffentlichte bis jetzt drei Alben. Dave Baumann spielte weiter Bass zusammen mit Rob Anthony. Er ist zudem Vater eines Sohnes. Jason Mooney wurde Gesundheits- und Krankenpfleger, lebt in Florida, heiratete und ist Vater eines Sohnes. In seiner Freizeit gibt er Schlagzeugunterricht. Er ist zudem auch Studioschlagzeuger für Bon-Giovi Entertainment.
Im Jahr 2008 wurden die beiden Alben der Band neu gemastert mit limitierter Auflage über Metal Mind Productions erneut veröffentlicht.

## Stil
Acrophet spielt klassischen Thrash Metal, mit hörbaren Crossover- und Hardcore-Punk-Einflüssen.

## Diskografie
- 1987: The Answer Within (Demo, Eigenveröffentlichung)
- 1988: Corrupt Minds (Album, Triple X Records / Roadrunner Records)
- 1990: Faded Glory (Album, Triple X Records / Roadrunner Records)